# Bayonetta
Bayonetta – gra akcji wyprodukowana przez PlatinumGames, której światowa premiera odbyła się 29 października 2009 roku. W grze gracz wciela się w tytułową wiedźmę Bayonettę, która walczy z siłami Nieba. Bayonetta walczy za pomocą pistoletów, katany i bicza. Posiada również zdolność spowalniania czasu, tzw. „Witch Time”, która pomaga jej w walce. 11 kwietnia 2017 roku premierę miała wersja gry na komputery osobiste.
Kontynuacją gry jest Bayonetta 2, której premiera odbyła się w 2014 roku.